# Ґопі

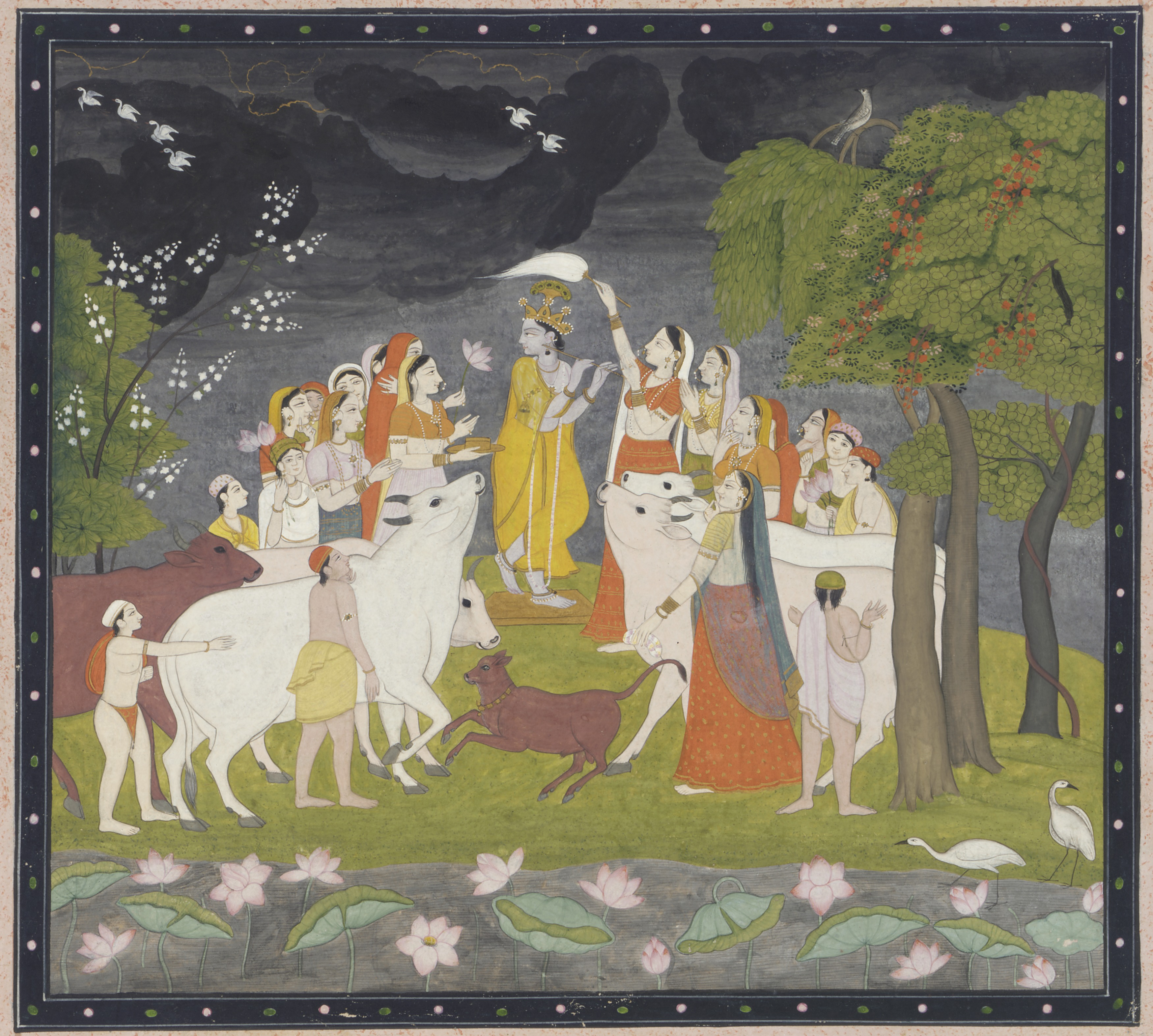
Крішна з ґопі

Ґо́пі (санскр. गोपी gopī IAST) — санскритське слово, що означає «дівчинка-пастушка». 
В індуїзмі словом «ґопі» (іноді «ґопіка») прийнято називати групу дівчат із Вріндавана, які брали участь у лілах Крішни. За свою безумовну й беззаперечну любов і відданість (бгакті) Крішні, ґопі є об'єктом поклоніння для послідовників крішнаїзму, в особливості для Ґаудія-вайшнавів і прихильників німбарка-сампрадаї. Ці вайшнавські традиції засновані на поклонінні Радзі-Крішні - Крішна разом з його жіночої іпостассю Радгою. Ґопі вважаються експансіями Радгі. Згідно з індуїстською пуранічною традицією, вони вічно служать Радзі-Крішні в духовному світі Ґолоці Вріндавані. Більше 5000 років тому, вони, разом з Крішною та іншими його супутниками, зійшли з духовного світу в світ матеріальний з метою виявити тут свої вічні духовні ліли. Вони народилися в сім'ях пастухів в районі Вріндавана, який вважається невідмінним від початкової духовної обителі Крішни - планети Ґолоки Вріндавани. Хлопчиків - товаришів Крішни, з яким він пас корів, називають "гопа" (однина).

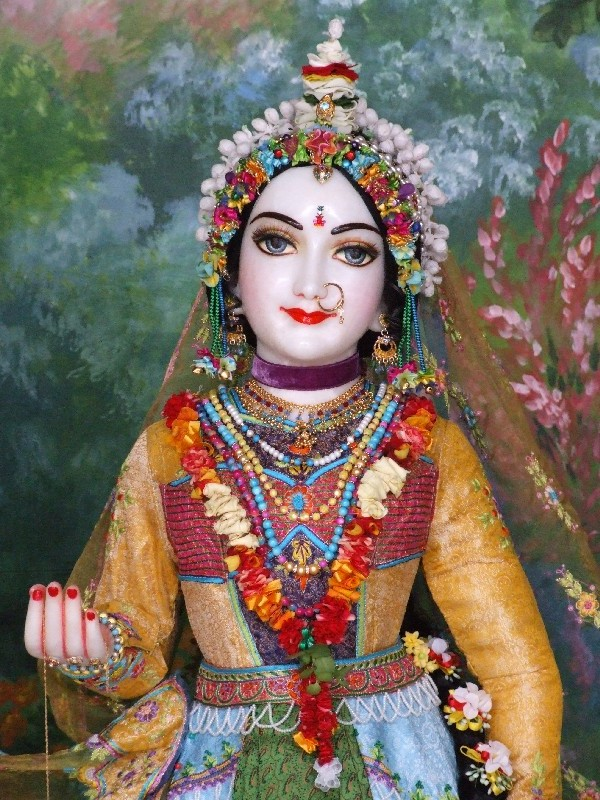
Мурті Радгарані, найголовнішої з ґопі, у храмі Руху Харе Крішна в Угорщині

Ґопі та пов'язані з ними історії містяться в «Бгаґавата-пурані» та інших пуранічних текстах. Існує незліченна кількість ґопі, з яких виділяється група з 108. Вони, в свою чергу, поділяються на три групи або категорії: ґопі-подружки, ґопі-служниці і ґопі-посланниці. Ґопі, що відносяться до першої групи подружок Крішни - одного з ним віку і є найбільш возвишеними, наступні за значимістю - ґопі відносяться до другої групи служниць, і за ними вже йдуть ґопі-посланниці. З числа 108 ґопі, вісім ґопі є найбільш просунутими і провідними над іншими. Вони постійно зайняті служінням Радзі і Крішні, виконуючи всі їхні бажання. Вони - найдорожчі та улюблені подружки Ради. Це:
1. Лаліта
2. Вішакга
3. Чампакалата
4. Чітра
5. Тунгавідья
6. Індулекга
7. Рангадеві
8. Судеві

В богослов'ї Ґаудія-вайшнавізму, любов пастушок-ґопі до Крішни є найвищим виразом любові до Бога. Їх спонтанна та беззастережна відданість докладно описана в тій частині «Бгаґавата-пурани», де міститься опис ігор Крішни у Вріндавані та історія Уддгави. В індологічній науці любовні історії про ґопі та Крішни виступають як важливий елемент у Пуранах.